# Acourtia parryi
Acourtia parryi là một loài thực vật có hoa trong họ Cúc. Loài này được (A.Gray) Reveal & R.M.King mô tả khoa học đầu tiên năm 1973.